# Atuação
Atuação (AO 1945: actuação) é a denominação dada à arte do ator e de outros artistas das artes cênicas.

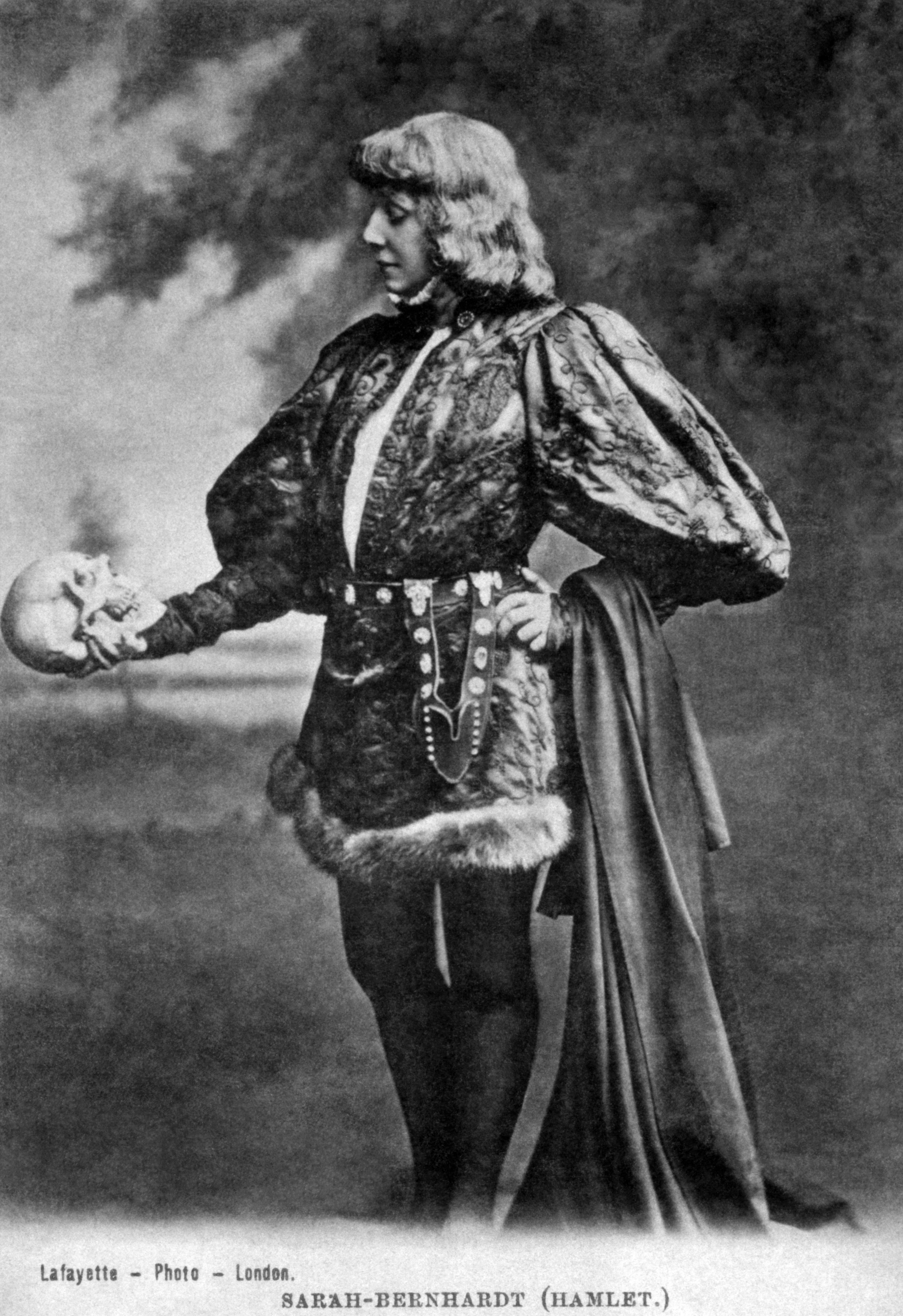
A atriz francesa de teatro e cinema Sarah Bernhardt atuando como Hamlet.

Consiste em imprimir, por meio de diversas técnicas ou mesmo da pura intuição, vida e realidade a um personagem. Muitas vezes tida como fruto da inspiração e até da possessão divina ou da racionalização das emoções, é a parte específica dos artistas da cena e que nesta aparecem, diferentemente de dramaturgos e diretores.
Através do tempo caminhou-se de uma total irrealidade da atuação, que pode ser encontrada no teatro na Grécia Antiga, onde os atores se apresentavam mascarados com sapatos altos para dar-lhes maior destaque na cena, a uma realidade crua, nos primeiros escritos de Constantin Stanislavski, até uma realidade transformada nos escritos posteriores do mesmo.
Sendo uma arte considerada sempre inferior não houve nunca quem preocupou-se em definir-lhe a essência. Aristóteles, na sua Poética, trata do teatro como um todo mas não se delonga sobre a atuação. Denis Diderot também perpassa-lhe. No entanto, somente o ator e encenador russo Constantin Stanislavski, em fins do século XIX e princípios do século XX, ditou o que se pode chamar de primeiras leis da atuação. Em seus livros ele delimita o que convencionou-se chamar "O Método". Um discípulo desgarrado de Stanislavski, Vsevolod Meyerhold, deu novas diretivas à atuação. 
Em meados do mesmo século XX outro dos teóricos da atuação foi o dramaturgo e encenador alemão Bertolt Brecht, que expandiu as teorias de Stanislavski e Meyerhold.